# Steg-Hohtenn
Steg-Hohtenn (toponimo tedesco) è un comune svizzero di 1 565 abitanti del Canton Vallese, nel distretto di Raron Occidentale.

## Storia
È stato istituito nel 2009 con la fusione dei comuni soppressi di Hohtenn e Steg; capoluogo municipale è Steg.

## Infrastrutture e trasporti

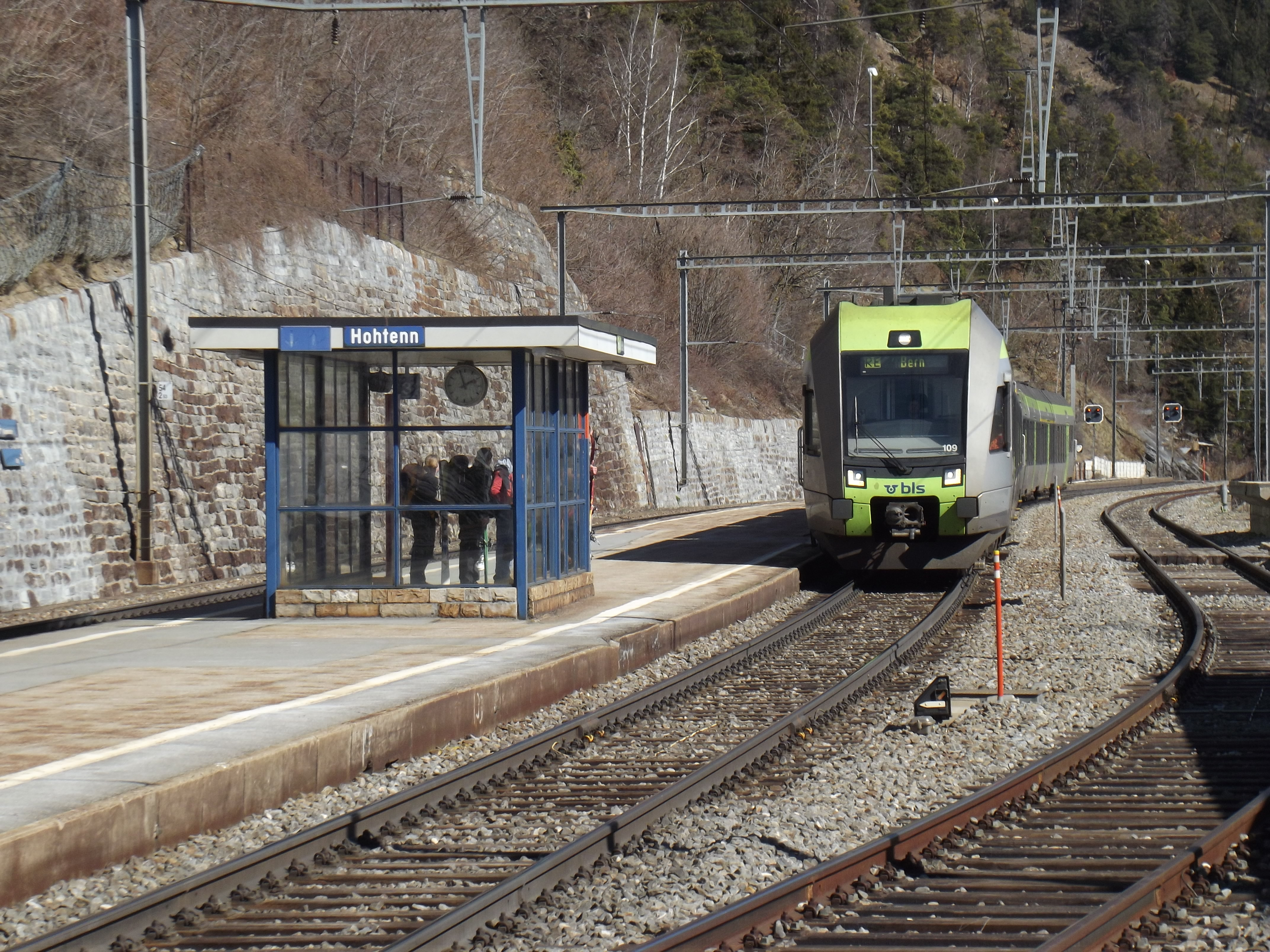
La stazione di Hohtenn

Steg-Hohtenn è servito dalla stazione di Hohtenn, sulla ferrovia del Lötschberg.